# Hiat
Der Hiat oder Hiatus (lateinisch hiatus ‚Kluft, Vokalzusammenstoß‘) bezeichnet in der Sprachwissenschaft (Linguistik) den Fall, dass auf beiden Seiten einer Silbengrenze ein Vokal oder Diphthong steht, z. B. Ru-ine oder Re-aktion. Solche Vokalfolgen sind in manchen Sprachen unerwünscht. Zu ihrer Vermeidung werden in verschiedenen Sprachen, darunter Englisch, Französisch und Spanisch, Regeln des externen Sandhi befolgt.
Sie können entweder durch das Einschieben von Konsonanten oder Lautgruppen verhindert werden oder durch das Auslassen eines der Vokale. Man spricht in diesen Fällen von Hiatvermeidung. Laute und Zeichen, die zur Hiatvermeidung eingeschoben werden, nennt man Hiattilger oder Hiattrenner.

## Hiatvermeidung im Deutschen

### Schreiblich: Silbenfugen-h
Rein phonetisch gesehen, sind die Hiate im Deutschen unproblematisch, etwa alle Hiate, die sich in zweisilbigen Erbwörtern zwischen der betonten prominenten Silbe und der Reduktions- bzw. Nebensilbe ergeben können. Beispiele: Mauer [ˈmaʊ̯.ɐ], Reue [ˈrɔɪ̯.ə], säen [ˈzɛː.ən], andererseits aber auch Hektar statt *Hektoar. Dies gilt jedoch nur für die Folgen betonte Silbe – unbetonte Silbe. In Folgen der Art unbetonte Silbe – betonte Silbe wird oft ein Glottisverschlusslaut eingefügt, wie in Poet [po.ˈʔeːt]. 
Schreiblich allerdings entsteht hier in manchen Fällen eine Häufung von Vokalbuchstaben, die den Leser darüber verwirren kann, wie viele Silben überhaupt vorliegen bzw. wo genau die prominente Silbe endet und die Nebensilbe beginnt (Schlehe [ˈʃleː.ə]; ohne <h> würde das Wort als <Schlee> geschrieben). An solchen Stellen wird in vielen Fällen als Lesehilfe ein stummer Buchstabe <h> eingefügt (Reihe, gehen, Vorsehung). Dieser wird, sofern zweisilbige Ableitungs- oder Beugungsformen existieren, die ein Silbenfugen-h besitzen, auch in den zugrundeliegenden einsilbigen Formen geschrieben (dem Viehe → das Vieh).
Historisch und regional existieren im Deutschen weitere rein schreibliche Hiattilger, so in der spätmittelalterlichen und frühneuzeitlichen Schweizer Kanzleisprache etwa ein fry-g-er mann (zum Adjektiv fry „frei“), gesprochen aber nie anders als ein frîer mann.

### Lautlich: Glottisverschlusslaut
Der wichtigste Mechanismus zur Hiatvermeidung im gesprochenen Deutsch ist die Einfügung eines Glottisverschlusslautes [ʔ] zwischen den Vokalen. Schriftsprachlich als Hiat erscheinende Vokalfolgen sind im Deutschen daher oft durch die Anwesenheit eines stimmlosen glottalen Plosivs [ʔ] („Knacklaut“) gefüllt, der nicht geschrieben wird. Der glottale Verschlusslaut tritt insbesondere auf, wenn die folgende Silbe stärker betont ist als die vorangehende: Aorta [aˈʔɔʁta], beobachten [bəˈʔoːbaχtn̩]. Er ist jedoch nicht an den Hiat gebunden, sondern erfolgt auch bei vokalisch beginnenden Silben nach Konsonant und am Wortanfang, ist also nicht nur ein Hiattilger.
Fälle wie -n- in amerika-n-isch, -es- in chin-es-isch, -les- in kongo-les-isch, -t- in Tokio-t-er etc. zeigen ebenfalls an, dass Hiate im Deutschen an einigen Stellen – besonders vor Suffixen – als phonetisch problematisch empfunden werden. Gleiches lässt sich auch für Präfixe mit Vokalendung beobachten, wie beim -g- in ge-g-essen.
Hiatvermeidung ist in Dialekten des Oberdeutschen häufig. So wird etwa schweizerdeutsch in der Satzfolge ich + singe + und + tanze das Wort singe zu singen, also ich singe-n- und tanze. Ein prominentes Beispiel mit einer absichtlichen Häufung von Hiattrennern ist der schweizerdeutsche Satz Stell de Hafe-n-afe-n-ufe-n-Ofe-n-ufe („Stell den Krug schon mal auf den Ofen hinauf“).

## Hiatvermeidung im Lateinischen
Auch im Lateinischen spielt das Prinzip der Hiatvermeidung eine besondere Rolle.
Der Binnenhiat, also das Zusammentreffen zweier Vokale im Wortinnern, wird teilweise durch Kontraktion behoben. So wird aus cŏ-ăgō → cōgō. Auch der schwache Hauchlaut des Lateinischen kann der Kontraktion unterliegen, etwa bei nĭhĭl → nīl. Häufiger als die Kontraktion war im Lateinischen jedoch die Synizese, also die sprachliche „Verbindung“ oder „Verschleifung“ zweier Vokale, die keinen Reflex in der Schreibung hat. So ist deindĕ (aus dē-īndĕ) zweisilbig, ĕōdĕm kann zwei- oder dreisilbig sein. Besonders die lateinische Metrik profitiert von dieser Ambivalenz.
Gerade in der Dichtung macht sich auch eine Vermeidung des Hiats am Wortende (bzw. am Wortanfang) bemerkbar. Es gibt drei Möglichkeiten zur Hiatvermeidung am Wortende: Der auslautende Vokal kann mit dem anlautenden Vokal „verschmolzen“, also wie ein Diphthong gelesen werden (Synaloiphe), oder er kann ausgelassen werden (Elision). Teilweise greift diese Regel auch am Versende, wenn die nächste Zeile mit einem vokalisch anlautenden Wort beginnt. Die dritte Möglichkeit besteht nur bei den Formen es und est der Kopula esse: Hier fällt das anlautende e der Formen weg. Dieses Phänomen mit Namen Aphärese lässt sich durch die teilweise überlieferte grafische Fixierung von Formen wie fatendumst (aus fatendum est) belegen.
Nur unter wenigen Umständen unterbleibt die Hiatvermeidung im Lateinischen: Am Versende oder vor einer Zäsur, einem Sinneinschnitt im Vers. Außerdem werden die Interjektionen ā und ō nicht elidiert. Das griechische Phänomen der Hiatkürzung, bei der der auslautende Vokal des vorangehenden Wortes nicht ausgestoßen oder verschmolzen, sondern gekürzt wird, wurde in der Kaiserzeit gelegentlich adaptiert.